# Juan Curcuas (catapán)
Juan Curcuas (en griego: Ιωάννης Κουρκούας, en italiano: Giovanni Antipati da Cusira, debido a su título en la corte bizantina Άνθύπατος –antípato–, esto es, procónsul) fue el catapán de Italia del Imperio bizantino de 1008 hasta su muerte en batalla, en 1010.
Era de origen armenio. Antes de pasar a Italia Juan Curcuas fue el strategos de la isla de Samos. Curcuas llegó a Bari en mayo de 1008 como sucesor de Alexio Quifias, que había sido muerto en batalla a principios de año o el año anterior. Luchó frente a la primera revuelta de los lombardos en la Apulia griega: un año después de su llegada al cargo, el 9 de mayo de 1009, una rebelión prendió en Bari, comandada por el lombardo Melo de Bari, y rápidamente se difundió a otras ciudades de la Apulia. Curcuas no vivió lo suficiente para ver la culminación final de las pequeñas insurrecciones lombardas: la llegada de los normandos al Mezzogiorno y su entera dominación. Juan Curcuas murió batallando contra los rebeldes lombardos ya sea a finales de 1009 o a principios de 1010. En marzo de este último año su sucesor, Basilio Mesardonites, llegó con refuerzos. 